# Доње Гратче
Доње Гратче (мкд. Долно Гратче) је насеље у Северној Македонији, у источном делу државе. Доње Гратче је у саставу општине Кочани.

## Географија
Доње Гратче је смештено у источном делу Северне Македоније. Од најближег града, Кочана, насеље је удаљено 8 km северно.
Насеље Доње Гратче се налази у историјској области Осогово, на јужним падинама Осоговске планине. Кроз насеље тече Кочанска река. Надморска висина насеља је приближно 500 метара. 
Месна клима је континентална. Овде се налази Гратче (језеро).

## Становништво
Доње Гратче је према последњем попису из 2002. године је било без становника. Становништво је планински исељено због образовања вештачког Грачког језера.
Претежно становништво у насељу били су етнички Македонци.
Већинска вероисповест месног становништва била је православље.